# Max Born
Max Born (Breslavia, provincia de Silesia, Reino de Prusia; 11 de diciembre de 1882-Gotinga, Alemania Occidental; 5 de enero de 1970) fue un matemático y físico alemán. Obtuvo el Premio Nobel de Física en 1954 por sus trabajos en mecánica cuántica y compartió este galardón con el físico alemán Walter Bothe. Posiblemente, la contribución más conocida a la física cuántica sea su interpretación probabilística de la función de Onda de Schrödinger. Según la misma, el módulo elevado al cuadrado de la amplitud de dicha función es igual a la densidad de probabilidad del estado. Por ejemplo, en el caso de una función de onda que describa la posición de un electrón, el cuadrado de la amplitud será igual a la probabilidad de encontrar a dicho electrón en una posición determinada. También hizo contribuciones a la física y la óptica del estado sólido y supervisó el trabajo de varios físicos notables en las décadas de 1920 y 1930.

## Primeros años y educación
Max Born nació el 11 de diciembre de 1882 en Breslau (ahora Breslavia, Polonia), que en el momento del nacimiento de Born era parte de la provincia prusiana de Silesia en el Imperio alemán, en una familia de ascendencia judía.  Fue el mayor de los dos hijos del anatomista y embriólogo Gustav Jacob Born (Kempen, 22 de abril de 1850-Breslavia, 6 de julio de 1900) y de Margarete Kauffmann (Thannhausen, 22 de enero de 1856-Breslavia, 29 de agosto de 1886), de una familia de industriales de Silesia. Gustav y Margarethe se casaron el 7 de mayo de 1881. Max Born tuvo una hermana llamada Käthe (nacida el 5 de marzo de 1884) y un medio hermano llamado Wolfgang (nacido el 21 de octubre de 1892), de la segunda esposa de su padre (matrimonio celebrado el 13 de septiembre de 1891) con Bertha Lipstein.
Inicialmente educado en el König-Wilhelm Gymnasium (escuela), se fue a estudiar a la Universidad de Breslavia en 1901. El sistema universitario alemán permitía a los estudiantes pasar fácilmente de una universidad a otra, por lo que pasó semestres de verano en la Universidad de Heidelberg en 1902 y en la Universidad de Zúrich en 1903. Sus compañeros de estudios en Breslau, Otto Toeplitz y Ernst Hellinger, le hablaron a Born sobre la Universidad de Göttingen, y Born fue allí en abril de 1904. En Göttingen encontró a tres matemáticos de renombre: Felix Klein, David Hilbert y Hermann Minkowski. Born formó rápidamente vínculos estrechos con David Hilbert y Hermann Minkowski. Desde la primera clase que tomó con Hilbert, identificó que Born tenía habilidades excepcionales y lo seleccionó como el escriba de la conferencia, cuya función era escribir las notas de clase para la sala de lectura de matemáticas de los estudiantes en la Universidad de Göttingen. Ser el escriba de la clase puso a Born en un contacto regular e invaluable con Hilbert, que se convirtió en el mentor de Born después de seleccionarlo para que fuera el primero en ocupar el puesto semioficial no remunerado de asistente. La introducción de Born a Minkowski se produjo a través de la madrastra de Born, Bertha, ya que conocía a Minkowski de las clases de baile en Königsberg. La introducción generó invitaciones de Born a la casa Minkowski para las cenas de los domingos. Además, mientras realizaba sus funciones como escriba y asistente, Born veía a menudo a Minkowski en la casa de Hilbert.
La relación de Born con Klein fue más problemática. Born asistió a un seminario dirigido por Klein y los profesores de matemáticas aplicadas, Carl Runge y Ludwig Prandtl, sobre la elasticidad. Aunque el tema no le interesaba, se vio obligado a presentar una ponencia. Usando el cálculo de variaciones de Hilbert, presentó uno en el que, utilizando una configuración curva de un alambre con ambos extremos fijos, demostró que sería más estable. Klein quedó impresionado y le invitó a presentar una tesis sobre el tema "Estabilidad elástica en un plano y espacio", un tema querido para Klein, que había dispuesto como tema del prestigioso Premio anual de la Facultad de Filosofía. Born rechazó la oferta, ya que las matemáticas aplicadas no eran su área de estudio preferida, por lo que Klein se sintió muy ofendido.
Klein tenía un gran poder para romper carreras académicas, por lo que Born se sintió obligado a presentar una entrada para el premio. Debido a que Klein se negó a supervisarlo, Born hizo arreglos para que Carl Runge fuera su supervisor. Woldemar Voigt y Karl Schwarzschild se convirtieron en sus otros examinadores. A partir de su artículo, Born desarrolló las ecuaciones para las condiciones de estabilidad. A medida que se interesó más en el tema, hizo construir un aparato que podía probar sus predicciones experimentalmente. Su tesis doctoral de matemáticas, titulada Estudios sobre la estabilidad de la línea elástica en el plano y el espacio, bajo diferentes condiciones de contorno, fue defendida en la Universidad de Gotinga el 13 de junio de 1906.Un mes después, aprobó su examen oral y obtuvo su doctorado en matemáticas magna cum laude.
Al graduarse, Born se vio obligado a realizar el servicio militar, que había aplazado mientras era estudiante. Fue reclutado en el ejército alemán y destinado a la Segunda Guardia del Dragón "Emperatriz Alexandra de Rusia", que estaba estacionado en Berlín. Su servicio fue breve, ya que fue dado de alta de forma prematura tras un ataque de asma en enero de 1907. Luego viajó a Inglaterra, donde fue admitido en el Gonville and Caius College de Cambridge, y estudió física durante seis meses en los Laboratoriso Cavendish con Joseph John Thomson, George Frederick Charles Searle y Joseph Larmor. Al regresar a Alemania, el ejército lo reincorporó y sirvió en la élite en el Primero de Coraceros vitalicios "Gran Elector" hasta que fue nuevamente dado de alta médicamente tras solo seis semanas de servicio. Luego regresó a Breslau, donde trabajó bajo la supervisión de Otto Lummer y Ernst Pringsheim, con la esperanza de hacer su Habilitación en Física. Un accidente menor durante un experimento del cuerpo negro de Born, que acabó inundando el laboratorio por una manguera de agua de refrigeración rota, llevaron a Lummer a decirle que nunca se convertiría en físico.
En 1905, Albert Einstein publicó su artículo Sobre la electrodinámica de los cuerpos en movimiento sobre la relatividad especial. Born estaba intrigado y comenzó a investigar el tema. Quedó devastado al descubrir que Minkowski también estaba investigando la relatividad especial en la misma línea, pero cuando le escribió a Minkowski sobre sus resultados, Minkowski le pidió que regresara a Göttingen y hiciera su habilitación allí y Born aceptó. Toeplitz ayudó a Born a repasar su álgebra matricial para poder trabajar con las matrices espacio-tiempo de Minkowski de cuatro dimensiones, utilizadas en el proyecto de este último para reconciliar la relatividad con la electrodinámica. Born y Minkowski se llevaban bien y su trabajo progresó, pero Minkowski murió repentinamente de apendicitis el 12 de enero de 1909. Los estudiantes de matemáticas de Born hablaron en su nombre en el funeral.
Unas semanas más tarde, Born intentó presentar sus resultados en una reunión de la Sociedad de Matemáticas de Göttingen. No llegó muy lejos antes de que Klein y Max Abraham lo desafiaran públicamente, quienes rechazaron la relatividad y lo obligaron a terminar la conferencia. Sin embargo, Hilbert y Runge estaban interesados en el trabajo de Born y, tras algunas conversaciones con Born, se convencieron de la veracidad de sus resultados y lo persuadieron para que volviera a dar la conferencia. Esta vez no fue interrumpido y Voigt se ofreció a patrocinar la tesis de habilitación de Born. Posteriormente publicó su charla como un artículo sobre "La teoría del electrón rígido en la cinemática del principio de la relatividad" (alemán: Die Theorie des starren Elektrons in der Kinematik des Relativitätsprinzips), que introdujo el concepto de la rigidez de Born. El 23 de octubre Born presentó su conferencia de habilitación sobre el modelo átomico de Thomson.

## Carrera

### Berlín y Frankfurt
Born se instaló como un joven académico en Göttingen como privatdozent. En Göttingen se alojó en una pensión dirigida por la hermana Annie en Dahlmannstraße 17, conocida como El BoKaReBo. El nombre se derivó de las primeras letras de los apellidos de sus huéspedes: "El" para Ella Philipson (estudiante de medicina), "Bo" para Born y Hans Bolza (estudiante de física), "Ka" para Theodore von Kármán (privatdozent) y "Re" para Albrecht Renner (otro estudiante de medicina). Un visitante frecuente de la pensión era Paul Peter Ewald, un estudiante de doctorado de Arnold Sommerfeld cedido a Hilbert en Göttingen como asistente especial de física. Richard Courant, un matemático y Privatdozent, llamó a estas personas el "grupo interno".
En 1912, Born conoció a Hedwig (Hedi) Ehrenberg, hija de un profesor de derecho de la Universidad de Leipzig y amiga de Iris, la hija de Carl Runge. Ella era de origen judío por parte de su padre, aunque él se había convertido en luterano practicante cuando se casó, al igual que la hermana de Max, Käthe. A pesar de que nunca practicó su religión, Born se negó a convertirse y su boda el 2 de agosto de 1913 fue una ceremonia en el jardín. Sin embargo, fue bautizado como luterano en marzo de 1914 por el mismo pastor que había realizado la ceremonia de su boda. Born consideró "las profesiones religiosas y las iglesias como un asunto sin importancia". Su decisión de ser bautizado se tomó en parte por deferencia a su esposa, y en parte debido a su deseo de asimilarse a la sociedad alemana. Tuvieron dos hijas, Irene, nacida en 1914, y Margarethe (Gritli), nacida en 1915, y un hijo, Gustav, nacido en 1921. A través del matrimonio se relacionó con los juristas Victor Ehrenberg, su suegro, y Rudolf von Jhering, el abuelo materno de su esposa, así como del filósofo y teólogo Hans Ehrenberg, tío abuelo del comediante británico Ben Elton.
A fines de 1913, Born había publicado 27 artículos, incluido un importante trabajo sobre la relatividad y la dinámica de las redes cristalinas, que se convirtió en un libro. En 1914, recibió una carta de Max Planck explicando que se había creado una nueva cátedra de profesor extraordinario de física teórica en la Universidad de Berlín, que se había ofrecido a Max von Laue, pero la rechazó y Born aceptó el puesto. La Primera Guerra Mundial estaba ahora en su apogeo. Poco después de llegar a Berlín en 1915, se alistó en una unidad de señales del Ejército. En octubre se incorporó a la Artillerie-Prüfungs-Kommission, la organización de investigación y desarrollo de artillería del Ejército con sede en Berlín, bajo el mando de Rudolf Ladenburg, quien había establecido una unidad especial dedicada a la nueva tecnología de rango de sonido. En Berlín, Born formó una amistad de por vida con Einstein, quien se convirtió en un visitante frecuente de la casa de Born. A los pocos días del armisticio en noviembre de 1918, Planck hizo que el Ejército liberara a Born. Un encuentro casual con Fritz Haber ese mes condujo a una discusión sobre la forma en que se forma un compuesto iónico cuando un metal reacciona con un halógeno, lo que hoy se conoce como el ciclo de Born-Haber.
Incluso antes de que Born tomara posesión de la cátedra en Berlín, von Laue había cambiado de opinión y decidió que, después de todo, la quería. Concertó con Born y las facultades correspondientes el intercambio de puestos de trabajo. En abril de 1919, Born se convirtió en profesor ordinario y director del Instituto de Física Teórica de la facultad de ciencias de la Universidad Johann Wolfgang Goethe de Frankfurt. Mientras estaba allí, la Universidad de Göttingen le dijo que estaba buscando un reemplazo para Peter Debye como director del Instituto de Física. "La física teórica", le aconsejó Einstein, "florecerá dondequiera que estés; no hay otro Born que se pueda encontrar en Alemania hoy en día". Al negociar para el puesto con el ministerio de educación, Born consiguió otra cátedra, de física experimental, en Göttingen para su viejo amigo y colega James Franck.
En 1919, Elisabeth Bormann se unió al Institut für Theoretische Physik como su asistente. Desarrolló los primeros haces atómicos. Trabajando con Born, Bormann fue la primera en medir el camino libre medio de los átomos en los gases y el tamaño de las moléculas.

## Matrimonio e hijos
Born se casó con Hedwig Ehrenberg, quien era también de origen judío (aunque de religión cristiana), el 2 de agosto de 1913. Max Born se convirtió a la fe luterana poco después. El matrimonio tuvo tres hijos: Irene, Gritli y Gustav. Su hija Irene (1914-2003) fue la madre de la cantante y actriz Olivia Newton-John quien a su vez fue madre de la también cantante y actriz Chloe Rose Lattanzi.

## Reconocimientos
- Fue galardonado en 1950 con la medalla Hughes, concedida por la Royal Society «por sus contribuciones a la física teórica, en general, y al desarrollo de la mecánica cuántica, en particular».[30]
- Premio Nobel de Física en 1954.[2]
- El cráter lunar Born lleva este nombre en su honor.[31]
- El asteroide (13954) Born también conmemora su nombre.[32]